# Роузи
Милош Симић, познатији под псеудонимом Роузи, српски је хип-хоп и треп музичар.
Наступао је на фестивалима као што су Belgrade Music Week, Егзит и Арсенал фест. Победио је на националном конкурсу за извођаче Serbia creates: The Spotlight. Године 2023. објавио је песме Мало тише и Јао, мама, сарадњу са Цобијем, обе постижу велики успех.

## Дискографија

### Синглови
- Есканор (2019)
- Карневал (2019)

- Иза мене (2020)
- Кактус (2020)
- Сајонара (2020)
- Окс Стреетс Сајфер II (2020) са Секси Марсом, Лаки Сосом и ААААА-ом
- Мариа, ја сам пијан (2022)
- Чудан сан (2022)
- Мало тише (2023)
- На мапи (2023)
- Само Играј (2023)
- Јао, мама са Цобијем (2023)
- Хеј ти (2024)
- 11077 (2024)
- Блиндиран са Мими Мерцедез (2024)
- ЕТА са ТНГ-ем и Оурмонијем (2024)
- Кики (2025)
- Падина (2025)